# كريس جرينمان
كريس جرينمان (Chris Greenman) هو لاعب كرة قدم إنجليزي سابق، كان يلعب في مركز الدفاع وُلد في 22 من كانون الأول عام 1968.

## وصلات خارجية
كريس جرينمان على موقع قاعدة بيانات كرة القدم.إي يو (الإنجليزية)
- كريس جرينمان على موقع Soccerbase.com (لاعب) (الإنجليزية)
- كريس جرينمان على موقع عالم كرة القدم.نت (الإنجليزية)